# Guanajuatito, San Miguel de Allende
Guanajuatito är en ort i Mexiko.   Den ligger i kommunen San Miguel de Allende och delstaten Guanajuato, i den centrala delen av landet, 220 km nordväst om huvudstaden Mexico City. Guanajuatito ligger 2 135 meter över havet och antalet invånare är 415.
Terrängen runt Guanajuatito är kuperad åt sydost, men åt nordväst är den platt. Runt Guanajuatito är det tätbefolkat, med 947 invånare per kvadratkilometer. Närmaste större samhälle är Santa Rosa Jauregui, 19,6 km sydost om Guanajuatito. Omgivningarna runt Guanajuatito är en mosaik av jordbruksmark och naturlig växtlighet.